# Somaliläuferlerche
Die Somaliläuferlerche (Alaemon hamertoni) ist eine Art aus der Familie der Lerchen. Ihr Verbreitungsgebiet liegt im Osten Afrikas. Es handelt sich um eine Feldlerchen-große hochbeinige Lerche, die in ihrem Habitus an einen Pieper erinnert. Sie sind in der Lage, sich am Boden sehr schnell fortzubewegen. Man unterscheidet drei Unterarten.
Die Bestandssituation der Somali-Läuferlerche wird von der IUCN mit ungefährdet (least concern) eingestuft.

## Merkmale
Die Somaliläuferlerche erreicht eine Körperlänge von etwa 18 bis 20 Zentimetern, wovon beim Männchen zwischen 6,75 und 7,45 Zentimeter und beim Weibchen 6,1 bis 6,27 Zentimeter auf den Schwanz entfallen. Der Schnabel misst vom Schädel aus beim Männchen zwischen 1,9 und 2,15 Zentimeter, beim Weibchen dagegen zwischen 1,7 und 1,9 Zentimeter. Es besteht außer dem Größenunterschied kein auffälliger Geschlechtsdimorphismus.
Die Körperoberseite der Somali-Läuferlerche ist einfarbig sandbraun bis graubraun, wobei der Mantel etwas dunkler und der Bürzel am hellsten ist. Die Oberschwanzdecken sind hell gelbbraun und weisen ebenfalls keine andersfarbigen Abzeichen auf. Der Überaugenstreif ist kurz und hell, die Ohrdecken sind grau bis sandfarben braun. Das Kinn und die Kehle sind weiß, dabei ist die Kehle fein grau gesprenkelt, die cremeweiße Brust ist dagegen etwas stärker gesprenkelt und weist einzelne bräunliche Strichelungen auf. Die übrige Körperunterseite ist cremefarben bis weiß. Die Hand- und die Armschwingen sind graubraun, die einzelnen Federn sind schmal gelbbraun gesäumt. Die Handschwingen haben außerdem weißliche Spitzen. Der Schwanz ist braun bis dunkelbraun. Das mittlere Steuerfederpaar ist etwas heller als die übrigen Steuerfedern und hat einen leicht rötlichen Ton. Der Schaftstrich ist dunkel. Alle Steuerfedern haben einen schmalen hellen Saum. Der Schnabel ist dunkel hornfarben. Die Hinterzehe ist kurz und anders als bei der zur selben Gattung gehörenden Wüstenläuferlerche gestreckt. Die Iris ist braun.

## Verwechslungsmöglichkeiten
Die Somaliläuferlerche kann auf Grund ihres Habitus mit dem im selben Verbreitungsgebiet vorkommenden Braunrückenpieper verwechselt werden. Von der Steinlerche ist die Somaliläuferlerche durch den deutlich schlankeren Schnabel zu unterscheiden.

## Verbreitungsgebiet und Lebensraum

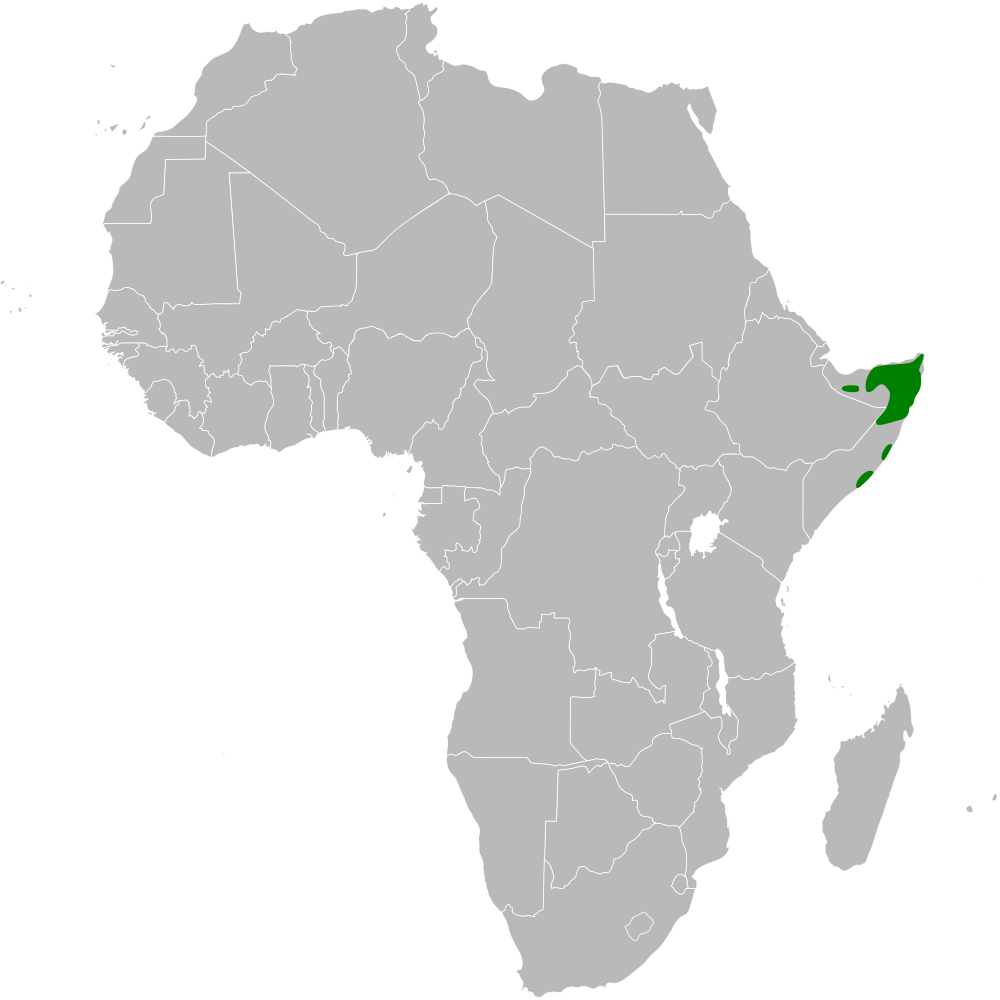
Somali-Läuferlerche

Die Somaliläuferlerche kommt im Nordosten Somalias vor. Ihr Lebensraum sind offene Grasflächen. Sie ist im gesamten Verbreitungsgebiet ein Standvogel.

## Lebensweise
Die Somaliläuferlerche ist bislang nur sehr oberflächlich in ihren Lebensgewohnheiten untersucht. Wie alle Lerchen ist sie jedoch ein Bodenbrüter. Die bislang gefundenen Nester lagen in Erdmulden. Die Eier haben eine elfenbeinweiße Grundfarbe und weisen ein dichtes Muster an rötlichen und erdfarbenen Tupfen und Klecksen auf.

### Unterarten
Es werden drei Unterarten unterschieden:
- A. a. alter Witherby, 1905 – Norden und Nordosten von Somalia
- A. a. tertius Clarke, S, 1919 – Vorkommen im Nordwesten von Somalia
- A. a. hamertoni Witherby, 1905 – Nominatform, Vorkommen in Zentralsomalia

## Einzelbelege
1. 1 2  Pätzold: Kompendium der Lerchen. S. 211.
2. ↑  Pätzold: Kompendium der Lerchen. S. 209.
3. ↑  Pätzold: Kompendium der Lerchen. S. 210.
4. ↑  IOC World Bird List 6.4. In: IOC World Bird List Datasets. doi:10.14344/ioc.ml.6.4 (englisch, worldbirdnames.org).